# Peng Shuai
Dit is een Chinese naam; de familienaam is Peng.
Peng Shuai (uitspraak: [puŋ]) (Xiangtan (Hunan), 8 januari 1986) is een tennisspeelster uit China. Peng begon met tennis toen ze acht jaar oud was.

## Loopbaan
Peng debuteerde in het WTA-circuit in 2001 in Shanghai. Zij won haar eerste WTA-enkelspeltoernooi in juli 2014 te Nanchang. Haar tweede titel won zij op het WTA-toernooi van Tianjin 2016 en de derde op het WTA-toernooi van Nanchang 2017. Zij speelde ook acht WTA-enkelspelfinales die zij verloor.
In het dubbelspel is Peng succesvoller. Tot op heden(februari 2020) won zij 24 WTA-dubbelspeltitels, waarvan twaalf met de Taiwanese Hsieh Su-wei.
In de periode 2001–2015 kwam zij uit voor het Chinese Fed Cup-team – zij behaalde daar een winst/verlies-balans van 14–8. In 2008 nam zij deel aan de halve finale van de Wereldgroep I – de Chinese dames verloren van Spanje. Peng nam deel aan de Olympische zomerspelen in Peking (2008) en alsmede aan die in Londen (2012), waar zij in het dubbelspel de kwartfinale bereikte, met Zheng Jie aan haar zijde.
Op de grandslamtoernooien won zij, samen met Hsieh Su-wei, de vrouwendubbelspeltoernooien van Wimbledon 2013 en Roland Garros 2014.
Op 17 februari 2014 bereikte zij de eerste plaats op de WTA-ranglijst in het dubbelspel. Aan het eind van dat jaar bereikte zij, samen met Hsieh Su-wei, de finale van het eindejaarskampioenschap – zij verloren toen van Cara Black en Sania Mirza. Met de Tsjechische Andrea Hlaváčková won Peng het Premier Mandatory-toernooi van Peking in 2014, en het grastoernooi van Nottingham in 2016. In het verdere verloop van 2016 bracht zij haar aantal titels op twintig, door winst in Guangzhou en Tianjin.
Bij de start van 2017, terug met Hlaváčková, won Peng het toernooi van Shenzhen. Drie weken later bereikten zij de finale van het Australian Open en in februari de finale van het Premier Five-toernooi van Dubai. Peng wou in 2017 vlak voor de start van Wimbledon haar dubbelspelpartner Alison Van Uytvanck inruilen voor een – in haar ogen – betere speelster. Ze had hier zelfs geld voor veil, maar Van Uytvanck weigerde. Peng werd daarom door de Tennis Integrity Unit geschorst voor een periode van zes maanden, waarvan de helft voorwaardelijk.
In 2018 bereikte zij nogmaals de finale in Dubai, nu met Hsieh Su-wei. Dat jaar won zij ook haar vierde enkelspeltitel, in Houston.

## Beschuldiging van aanranding
Op 2 november 2021 maakte Peng op het social media platform Weibo – de Chinese variant van Twitter – bekend dat ze in 2018 door de toenmalige Chinese vicepremier Zhang Gaoli was aangerand. Zhang reageerde niet op de aantijging en het bericht werd vrijwel direct van Weibo verwijderd. Sinds dit voorval zijn haar social media accounts verdwenen, is ze van internetsites gewist en is van Peng publiekelijk niets meer vernomen.

### Reacties
Het Witte Huis heeft China opgeroepen "onafhankelijk, verifieerbaar bewijs" te leveren over de verblijfplaats en veiligheid van Peng. De Verenigde Naties willen een transparant onderzoek.
Het Chinese staatsmedium CGTN heeft een afbeelding van een e-mail gepubliceerd die afkomstig zou zijn van Peng, waarin ze ontkent dat ze te maken heeft gehad met seksueel misbruik en verklaart niet onveilig noch vermist te zijn. De echtheid van de afbeelding, waarop een muiscursor te zien is, wordt in twijfel getrokken door Steve Simon, hoofd van de Women's Tennis Association. Hij heeft "moeite te geloven" dat Peng de brief echt heeft geschreven of gelooft "wat aan haar wordt toegeschreven". Hij zegt "herhaaldelijk" geprobeerd te hebben haar te bereiken "met verschillende communicatiemiddelen, zonder succes". Volgens Doriane Lau van Amnesty International hebben Chinese staatsmedia een reputatie van het dwingen tot of het verzinnen van verklaringen.
Chinese staatsmedia hebben vervolgens verklaard dat Peng "uit vrije wil" thuis is gebleven en "snel" weer in het openbaar zal verschijnen. Gepubliceerde foto's moeten bewijzen dat ze thuis zou zijn en beelden zouden haar "huidige staat" tonen.

## Posities op deWTA-ranglijst
Positie per einde seizoen:
| jaar | rang enkelspel | rang dubbelspel |
| ---- | -------------- | --------------- |
| 2001 | 516            | 660             |
| 2002 | 359            | –               |
| 2003 | 326            | –               |
| 2004 | 73             | 85              |
| 2005 | 37             | 61              |
| 2006 | 56             | 105             |
| 2007 | 46             | 20              |
| 2008 | 40             | 27              |
| 2009 | 47             | 12              |
| 2010 | 72             | 39              |
| 2011 | 17             | 25              |
| 2012 | 40             | 56              |
| 2013 | 45             | 4               |
| 2014 | 22             | 3               |
| 2015 | 136            | 872             |
| 2016 | 109            | 44              |
| 2017 | 27             | 9               |
| 2018 | 298            | 63              |
| 2019 | 75             | 49              |

## Palmares
| Legenda                | Legenda                  |
| ---------------------- | ------------------------ |
| Grandslamtoernooi      |                          |
| Olympische Spelen      |                          |
| Year-End Championships |                          |
| tot 2009               | 2009 – 2020 / vanaf 2021 |
| Tier I                 | Premier Mandatory        |
| Tier II                | Premier Five / WTA 1000  |
| Tier III               | Premier / WTA 500        |
| Tier IV & V            | International / WTA 250  |
|                        | Challenger / WTA 125     |

### WTA-finaleplaatsen enkelspel
| nr.              | finale     | toernooi         | ondergrond    | tegenstandster     | score               |         |
| ---------------- | ---------- | ---------------- | ------------- | ------------------ | ------------------- | ------- |
| gewonnen finales |            |                  |               |                    |                     |         |
| 1.               | 2014-07-27 | WTA Nanchang     | hardcourt     | Liu Fangzhou       | 6-2, 3-6, 6-3       | details |
| 2.               | 2016-10-16 | WTA Tianjin      | hardcourt     | Alison Riske       | 7-6, 6-2            | details |
| 3.               | 2017-07-30 | WTA Nanchang     | hardcourt     | Nao Hibino         | 6-3, 6-2            | details |
| 4.               | 2018-11-18 | WTA Houston      | hardcourt     | Lauren Davis       | 1-6, 7-5, 6-4       | details |
| verloren finales |            |                  |               |                    |                     |         |
| 1.               | 2006-05-27 | WTA Straatsburg  | gravel        | Nicole Vaidišová   | 6-7, 3-6            | details |
| 2.               | 2008-08-23 | WTA Forest Hills | hardcourt     | Lucie Šafářová     | 4-6, 2-6            | details |
| 3.               | 2008-09-21 | WTA Guangzhou    | hardcourt     | Vera Zvonarjova    | 7-6, 0-6, 2-6       | details |
| 4.               | 2011-05-21 | WTA Brussel      | gravel        | Caroline Wozniacki | 6-2, 3-6, 3-6       | details |
| 5.               | 2013-05-25 | WTA Brussel      | gravel        | Kaia Kanepi        | 2-6, 5-7            | details |
| 6.               | 2014-01-04 | WTA Shenzhen     | hardcourt     | Li Na              | 4-6, 5-7            | details |
| 7.               | 2017-02-05 | WTA Taiwan       | hardcourt (i) | Elina Svitolina    | 3-6, 2-6            | details |
| 8.               | 2017-04-23 | WTA Zhengzhou    | hardcourt     | Wang Qiang         | 6-3, 6-7, 1-1, opg. | details |

### WTA-finaleplaatsen vrouwendubbelspel
| nr.              | finale     | toernooi              | ondergrond    | partner           | tegenstandsters                           | score             |         |
| ---------------- | ---------- | --------------------- | ------------- | ----------------- | ----------------------------------------- | ----------------- | ------- |
| gewonnen finales |            |                       |               |                   |                                           |                   |         |
| 1.               | 2007-09-30 | WTA Guangzhou         | hardcourt     | Yan Zi            | Vania King Sun Tiantian                   | 6-3, 6-4          | details |
| 2.               | 2008-03-09 | WTA Bangalore         | hardcourt     | Sun Tiantian      | Chan Yung-jan Chuang Chia-jung            | 6-4, 5-7, [10-8]  | details |
| 3.               | 2008-09-14 | WTA Bali              | hardcourt     | Hsieh Su-wei      | Marta Domachowska Nadja Petrova           | 6-7, 7-6, [10-7]  | details |
| 4.               | 2009-01-17 | WTA Sydney            | hardcourt     | Hsieh Su-wei      | Nathalie Dechy Casey Dellacqua            | 6-0, 6-1          | details |
| 5.               | 2009-05-09 | WTA Rome              | gravel        | Hsieh Su-wei      | Daniela Hantuchová Ai Sugiyama            | 7-5, 7-6          | details |
| 6.               | 2009-10-11 | WTA Peking            | hardcourt     | Hsieh Su-wei      | Alla Koedrjavtseva Jekaterina Makarova    | 6-2, 6-3          | details |
| 7.               | 2011-05-15 | WTA Rome              | gravel        | Zheng Jie         | Vania King Jaroslava Sjvedova             | 6-2, 6-3          | details |
| 8.               | 2013-05-19 | WTA Rome              | gravel        | Hsieh Su-wei      | Sara Errani Roberta Vinci                 | 4-6, 6-3, [10-8]  | details |
| 9.               | 2013-07-06 | Wimbledon             | gras          | Hsieh Su-wei      | Ashleigh Barty Casey Dellacqua            | 7-6, 6-1          | details |
| 10.              | 2013-08-18 | WTA Cincinnati        | hardcourt     | Hsieh Su-wei      | Anna-Lena Grönefeld Květa Peschke         | 2-6, 6-3, [12-10] | details |
| 11.              | 2013-09-21 | WTA Guangzhou         | hardcourt     | Hsieh Su-wei      | Vania King Galina Voskobojeva             | 6-3, 4-6, [12-10] | details |
| 12.              | 2013-10-27 | WTA Championships     | hardcourt (i) | Hsieh Su-wei      | Jekaterina Makarova Jelena Vesnina        | 6-4, 7-5          | details |
| 13.              | 2014-02-02 | WTA Pattaya           | hardcourt     | Zhang Shuai       | Alla Koedrjavtseva Anastasia Rodionova    | 3-6, 7-6, [10-6]  | details |
| 14.              | 2014-02-16 | WTA Doha              | hardcourt     | Hsieh Su-wei      | Květa Peschke Katarina Srebotnik          | 6-4, 6-0          | details |
| 15.              | 2014-03-15 | WTA Indian Wells      | hardcourt     | Hsieh Su-wei      | Cara Black Sania Mirza                    | 7-6, 6-2          | details |
| 16.              | 2014-06-08 | Roland Garros         | gravel        | Hsieh Su-wei      | Sara Errani Roberta Vinci                 | 6-4, 6-1          | details |
| 17.              | 2014-10-05 | WTA Peking            | hardcourt     | Andrea Hlaváčková | Cara Black Sania Mirza                    | 6-4, 6-4          | details |
| 18.              | 2016-06-12 | WTA Nottingham        | gras          | Andrea Hlaváčková | Gabriela Dabrowski Yang Zhaoxuan          | 7-5, 3-6, [10-7]  | details |
| 19.              | 2016-09-24 | WTA Guangzhou         | hardcourt     | Asia Muhammad     | Volha Havartsova Vera Lapko               | 6-2, 7-6          | details |
| 20.              | 2016-10-16 | WTA Tianjin           | hardcourt     | Christina McHale  | Magda Linette Xu Yifan                    | 7-6, 6-0          | details |
| 21.              | 2017-01-07 | WTA Shenzhen          | hardcourt     | Andrea Hlaváčková | Raluca Olaru Olha Savtsjoek               | 6-1, 7-5          | details |
| 22.              | 2019-01-05 | WTA Shenzhen          | hardcourt     | Yang Zhaoxuan     | Duan Yingying Renata Voráčová             | 6-4, 6-3          | details |
| 23.              | 2019-04-28 | WTA Anning            | gravel        | Yang Zhaoxuan     | Duan Yingying Han Xinyun                  | 7-5, 6-2          | details |
| 24.              | 2019-09-21 | WTA Guangzhou         | hardcourt     | Laura Siegemund   | Alexa Guarachi Giuliana Olmos             | 6-2, 6-1          | details |
| verloren finales |            |                       |               |                   |                                           |                   |         |
| 1.               | 2007-04-15 | WTA Charleston        | gravel        | Sun Tiantian      | Zheng Jie Yan Zi                          | 5-7, 0-6          | details |
| 2.               | 2010-04-11 | WTA Ponte Vedra Beach | gravel        | Chuang Chia-jung  | Bethanie Mattek-Sands Yan Zi              | 6-4, 4-6, [8-10]  | details |
| 3.               | 2010-10-02 | WTA Tokio             | hardcourt     | Shahar Peer       | Iveta Benešová Barbora Záhlavová-Strýcová | 6-4, 4-6, [8-10]  | details |
| 4.               | 2014-10-26 | WTA Championships     | hardcourt     | Hsieh Su-wei      | Cara Black Sania Mirza                    | 1-6, 0-6          | details |
| 5.               | 2017-01-27 | Australian Open       | hardcourt     | Andrea Hlaváčková | Bethanie Mattek-Sands Lucie Šafářová      | 7-6, 3-6, 3-6     | details |
| 6.               | 2017-02-25 | WTA Dubai             | hardcourt     | Andrea Hlaváčková | Jekaterina Makarova Jelena Vesnina        | 2-6, 6-4, [7-10]  | details |
| 7.               | 2018-02-24 | WTA Dubai             | hardcourt     | Hsieh Su-wei      | Chan Hao-ching Yang Zhaoxuan              | 6-4, 2-6, [6-10]  | details |
| 8.               | 2019-09-15 | WTA Nanchang          | hardcourt     | Zhang Shuai       | Wang Xinyu Zhu Lin                        | 2-6, 6-7          | details |
| 9.               | 2020-01-18 | WTA Hobart            | hardcourt     | Zhang Shuai       | Nadija Kitsjenok Sania Mirza              | 4-6, 4-6          | details |

## Resultaten grote toernooien
| Legenda | Legenda                          |
| ------- | -------------------------------- |
| g.t.    | geen toernooi gehouden           |
| l.c.    | lagere categorie                 |
| –       | niet deelgenomen                 |
| G       | uitgeschakeld in de groepsfase   |
| 1R      | uitgeschakeld in de eerste ronde |
| 2R      | uitgeschakeld in de tweede ronde |
| 3R      | uitgeschakeld in de derde ronde  |
| 4R      | uitgeschakeld in de vierde ronde |
| KF      | uitgeschakeld in de kwartfinale  |
| HF      | uitgeschakeld in de halve finale |
| F       | de finale verloren               |
| W       | het toernooi gewonnen            |
| w-v     | winst/verlies-balans             |

### Enkelspel
| toernooi            | 2003 | 2004 | 2005 | 2006 | 2007 | 2008 | 2009 | 2010 | 2011 | 2012 | 2013 | 2014 | 2015 | 2016 | 2017 | 2018 | 2019 | 2020 |
| ------------------- | ---- | ---- | ---- | ---- | ---- | ---- | ---- | ---- | ---- | ---- | ---- | ---- | ---- | ---- | ---- | ---- | ---- | ---- |
| grandslamtoernooien |      |      |      |      |      |      |      |      |      |      |      |      |      |      |      |      |      |      |
| Australian Open     | –    | –    | 2R   | 1R   | 2R   | 1R   | 3R   | 1R   | 4R   | 2R   | 2R   | 1R   | 4R   | –    | 2R   | 1R   | 1R   | 1R   |
| Roland Garros       | –    | –    | 2R   | 2R   | –    | 2R   | 1R   | –    | 3R   | 3R   | 2R   | 1R   | 1R   | –    | 1R   | 2R   | –    |      |
| Wimbledon           | –    | 1R   | –    | 3R   | 1R   | 3R   | 2R   | –    | 4R   | 4R   | 2R   | 4R   | –    | 1R   | 3R   | 1R   | –    |      |
| US Open             | –    | –    | 1R   | 1R   | 1R   | 2R   | 2R   | 3R   | 4R   | 1R   | 2R   | HF   | –    | 1R   | 2R   | –    | 2R   |      |
| Premier Mandatory   |      |      |      |      |      |      |      |      |      |      |      |      |      |      |      |      |      |      |
| Indian Wells        | 1R   | –    | –    | 1R   | 3R   | 3R   | 3R   | 3R   | KF   | 2R   | 3R   | 2R   | –    | 1R   | 4R   | –    |      |      |
| Miami               | 1R   | –    | –    | 2R   | 2R   | 2R   | 3R   | 2R   | 4R   | 3R   | 2R   | 2R   | –    | 2R   | 3R   | –    |      |      |
| Madrid              | l.c. | l.c. | l.c. | l.c. | l.c. | l.c. | 2R   | 2R   | 1R   | 1R   | 1R   | 2R   | 1R   | –    | 1R   | 1R   |      |      |
| Peking              | l.c. | l.c. | l.c. | l.c. | l.c. | l.c. | KF   | 1R   | 1R   | 3R   | 1R   | 2R   | –    | 2R   | 3R   | –    |      |      |
| Premier Five        |      |      |      |      |      |      |      |      |      |      |      |      |      |      |      |      |      |      |
| Dubai/Doha          | l.c. | l.c. | l.c. | l.c. | l.c. | 1R   | 1R   | –    | 2R   | 2R   | –    | 2R   | 2R   | –    | 3R   | 1R   |      |      |
| Rome                | –    | –    | 1R   | 2R   | –    | 1R   | 1R   | –    | 1R   | 1R   | 2R   | 1R   | –    | –    | 1R   | 1R   |      |      |
| Montréal/Toronto    | –    | –    | –    | –    | 3R   | –    | 1R   | –    | 2R   | 2R   | –    | –    | –    | –    | –    | –    |      |      |
| Cincinnati          | l.c. | l.c. | l.c. | l.c. | l.c. | l.c. | 3R   | –    | KF   | 3R   | 1R   | –    | –    | –    | 1R   | –    |      |      |
| Tokio/Wuhan         | –    | –    | 1R   | –    | –    | –    | 2R   | –    | 3R   | 1R   | 2R   | 1R   | –    | 1R   | 2R   | –    |      |      |
| olympisch           |      |      |      |      |      |      |      |      |      |      |      |      |      |      |      |      |      |      |
| Olympische Spelen   | g.t. | –    | g.t. | g.t. | g.t. | 2R   | g.t. | g.t. | g.t. | 2R   | g.t. | g.t. | g.t. | 1R   | g.t. | g.t. | g.t. |      |
| statistieken        |      |      |      |      |      |      |      |      |      |      |      |      |      |      |      |      |      |      |
| titels per jaar     | 0    | 0    | 0    | 0    | 0    | 0    | 0    | 0    | 0    | 0    | 0    | 1    | 0    | 1    | 1    | 1    | 0    |      |
| eindejaarsranking   | 326  | 73   | 37   | 56   | 46   | 40   | 47   | 72   | 17   | 40   | 45   | 22   | 136  | 109  | 27   | 298  | 75   |      |

### Dubbelspel
| toernooi            | 2004 | 2005 | 2006 | 2007 | 2008 | 2009 | 2010 | 2011 | 2012 | 2013 | 2014 | 2015 | 2016 | 2017 | 2018 | 2019 | 2020 |
| ------------------- | ---- | ---- | ---- | ---- | ---- | ---- | ---- | ---- | ---- | ---- | ---- | ---- | ---- | ---- | ---- | ---- | ---- |
| grandslamtoernooien |      |      |      |      |      |      |      |      |      |      |      |      |      |      |      |      |      |
| Australian Open     | –    | 3R   | 2R   | 2R   | 2R   | KF   | 3R   | 3R   | 1R   | 3R   | 2R   | 1R   | 1R   | F    | HF   | 1R   | 1R   |
| Roland Garros       | –    | 1R   | 2R   | –    | 3R   | HF   | –    | 2R   | 3R   | 2R   | W    | –    | –    | 3R   | 1R   | –    |      |
| Wimbledon           | –    | –    | 2R   | KF   | 1R   | 1R   | –    | KF   | 1R   | W    | 3R   | –    | 2R   | –    | 2R   | 1R   |      |
| US Open             | KF   | 2R   | 1R   | 2R   | 3R   | 2R   | 2R   | 1R   | KF   | KF   | 3R   | –    | –    | HF   | –    | 2R   |      |
| Premier Mandatory   |      |      |      |      |      |      |      |      |      |      |      |      |      |      |      |      |      |
| Indian Wells        | –    | –    | 1R   | 1R   | 1R   | 2R   | 1R   | 1R   | 1R   | HF   | W    | –    | 1R   | 2R   | –    |      |      |
| Miami               | –    | –    | –    | –    | KF   | 1R   | KF   | HF   | 1R   | 2R   | 1R   | –    | 2R   | HF   | –    |      |      |
| Madrid              | l.c. | l.c. | l.c. | l.c. | l.c. | 1R   | 1R   | 2R   | 1R   | 1R   | HF   | 1R   | –    | 1R   | 1R   |      |      |
| Peking              | l.c. | l.c. | l.c. | l.c. | l.c. | W    | 2R   | KF   | 2R   | HF   | W    | –    | KF   | HF   | –    |      |      |
| Premier Five        |      |      |      |      |      |      |      |      |      |      |      |      |      |      |      |      |      |
| Dubai/Doha          | l.c. | l.c. | l.c. | l.c. | 1R   | –    | –    | 2R   | 1R   | –    | W    | 2R   | –    | F    | 1R   |      |      |
| Rome                | –    | 2R   | –    | –    | HF   | W    | –    | W    | –    | W    | 2R   | –    | –    | –    | 1R   |      |      |
| Montréal/Toronto    | –    | –    | –    | KF   | –    | 2R   | –    | –    | KF   | –    | HF   | –    | –    | KF   | –    |      |      |
| Cincinnati          | l.c. | l.c. | l.c. | l.c. | l.c. | 2R   | –    | –    | KF   | W    | 2R   | –    | –    | HF   | –    |      |      |
| Tokio/Wuhan         | –    | 1R   | –    | –    | –    | –    | F    | –    | 1R   | HF   | HF   | –    | HF   | HF   | –    |      |      |
| olympisch           |      |      |      |      |      |      |      |      |      |      |      |      |      |      |      |      |      |
| Olympische Spelen   | –    | g.t. | g.t. | g.t. | 1R   | g.t. | g.t. | g.t. | KF   | g.t. | g.t. | g.t. | 2R   | g.t. | g.t. | g.t. |      |
| statistieken        |      |      |      |      |      |      |      |      |      |      |      |      |      |      |      |      |      |
| titels per jaar     | 0    | 0    | 0    | 1    | 2    | 3    | 0    | 1    | 0    | 5    | 5    | 0    | 3    | 1    | 0    | 3    |      |
| eindejaarsranking   | 85   | 61   | 105  | 20   | 27   | 12   | 39   | 25   | 56   | 4    | 3    | 872  | 44   | 9    | 63   | 49   |      |

### Gemengd dubbelspel
| Australian Open | –  | –  | –  | 1R | 1R |
| Roland Garros   | –  | 1R | –  | –  | –  |
| Wimbledon       | 1R | 3R | 2R | –  | –  |
| US Open         | –  | 1R | –  | –  | –  |